# Garfield (Kansas)
Garfield – miasto w Stanach Zjednoczonych, w stanie Kansas, w hrabstwie Pawnee.